# Andrew Airlie
Andrew Airlie (nascido em 18 setembro de 1961) é um ator canadense de origem escocesa.
Ele já atuou em várias séries de televisão incluindo Breaker High e seus outros créditos na televisão incluem séries como Monk, Smallville, Stargate SG-1, House MD e The X-Files. Ele teve papéis recorrentes na televisão como o Sr. Oliver o pai do protagonista na série Reaper que foi ao ar de 2007 até 2009 e como comandande de controle de mísseis na série Defying Gravity em 2009.
Em filmes seu papel mais conhecido foi como "Christopher Corman" em Final Destination 2.

## Trabalhos
- Breaker High (1993)
- Hurricanes (TV) (1993)
- The Outer Limits
- Final Destination 2 (2003)
- The 4400 (TV) (2004) - interpretou Brian Moore.
- Jack (2004)
- House MD (2004) Episódio "Todo Mundo Mente" 1ºEpisódio da 1ªtemporada
- Reaper (TV) (2007)
- Normal (2008)
- Defying Gravity (TV) (2009)
- 50/50 (2011)
- Killer Mountain (2011) Filme de TV

- Geek charming (2011)
- Apollo 18

## Ligações Externas
- Andrew Airlie. no IMDb.
- Andrew Airlie at TV.com
- Anrew Airlie's official website